# À pas de loup
Pour plus de détails, voir Fiche technique et Distribution.
 À pas de loup est un film franco-belge réalisé par Olivier Ringer, sorti en 2011.
Le film se déroule dans un monde pas si lointain, à une époque pas si éloignée, où vivait une petite fille comme les autres. Pourtant, elle était pratiquement certaine d’être invisible aux yeux de ses parents. Pour en être sûre, elle décida de disparaître. Et, ce qui aurait pu mal se terminer se transforma en une aventure extraordinaire.

## Synopsis
Le film ne suit de la réalité que le prisme du monologue intérieur de Cathy. La voix off de l'enfant exprime le fil de sa pensée face aux événements, formule ses interrogations sans réponse ou pose les défis du danger par de petits tests. Collée au présent, elle montre toute  la délicatesse d'une âme d'enfant, sans aucune réplique, ordre ou jugement d'adulte qui pourrait interrompre le monologue intérieur et ses actions.
D'une voiture l’emmenant à la campagne, à la solitude dans la forêt, la petite fille poursuit son chemin intérieur, à défaut de communication et d'intérêt ou d'invitation à une partie de pêche ou à faire des courses « ensemble ». Elle sait que cette absence de communication et d'interactions qu'elle vit comme un réel abandon, rend ses parents « bizarres ». Son regard sur eux est biaisé, mais leur comportement parfaitement régulier lui laisse la possibilité de voir l'avenir et se réaliser, comme un tic attendu.
À pas de loup, à tâtons... Elle est seule dans une voiture, ou dans ses jeux pour se coucher, lorsqu'elle déjeune le matin, seule pour planter ses graines et les faire lever. Les livres répondent aux questions pas les parents, trop occupés — même pendant ce week-end à la campagne. À l'heure du départ, elle se pose la question : me verront-ils si je ne monte pas dans la voiture ? La voiture s'en va. Elle ne revient qu'à la nuit tombée. Cachée, Cathy ne répond pas aux appels, pour ne pas endurer de correction.
Dans la solitude, elle révèle son monde intérieur. Elle donne à manger à un poisson pêché qu'elle conserve dans un vieux seau. Elle a peur d'abord d'un chien qui pourrait volontiers la manger — avec son consentement — mais « la bête », comme elle l'appelle, malgré son air, est gentille.  Elle est avec ces êtres, leur parle. Des souvenirs de chatouilles lui évoquent qu'il serait bon de mourir en riant. Cet enfant est moins triste qu'il n'y paraît : elle aime, elle admire, la nature, les beautés minuscules ou les liens tous simples.
Mais ce jeu de cache-cache révèle la participation nouvelle des adultes. Les petites plantes sont arrosées par le père — attention retrouvée — un fil de laine rouge est tendue à travers la campagne qui la ramène près de la maison — comme un jeu. 
La voiture va-t-elle s'arrêter ? Mais que faire cette fois-ci ? Elle s'arrête. La petite fille monte. Fin.

## Fiche technique
- Titre original : À pas de loup
- Réalisation : Olivier Ringer
- Scénario : Olivier Ringer et Yves Ringer
- Photographie : Olivier Ringer
- Son : Vincent Mauduit
- Montage : Olivier Ringer
- Musique : Bruno Alexiu
- Production : Yves Ringer, Antoine Simkine
- Société de production :  Ring Prod,  Les Films d'Antoine
- Société de distribution : DistriB Films
- Pays d’origine :  France,  Belgique
- Langue originale : français
- Format : couleur — 35 mm — 2,35:1 (Cinémascope) —  son Dolby numérique
- Genre : comédie dramatique
- Durée : 77 minutes
- Dates de sortie : 
  - Belgique : 30 septembre 2011 (Festival international du film francophone de Namur)
  - France : 15 décembre 2011	(Festival de cinéma européen des Arcs)

## Distribution
- Wynona Ringer : Cathy
- Olivier Ringer : Le Père
- Macha Ringer : La Mère
- Ourga : La Bête

## Distinctions
- 2011
  - Sélectionné en compétition à la Berlinale Generation Kplus
  - Prix du Jury Enfants, Festival international du film pour enfants de Montréal
  - Prix Spécial du Jury, Festival international du film pour enfants de Montréal
  - Prix INIS des Professionnels, Festival international du film pour enfants de Montréal
  - Grand Prix du Jury Enfants, Festival International du Film pour Enfants de Zlin, République Tchèque
  - Grand Prix du Jury Enfants, Festival International du Film pour Enfants Tel-Aviv, Israël
  - Mention Spéciale du Jury International, Festival International du Film pour Enfants Tel-Aviv, Israël
  - "Golden Butterfly" Prix Spécial du Jury, Festival International du Film pour Enfants d'Iran, Ispahan, Iran
  - Prix ECFA du Meilleur Film Européen, Oulu International Children’s Film Festival, Finlande
  - Grand-Prix du Meilleur Scénario, Olympia Festival International du Film pour Enfants, Grèce

- 2012
  - ECFA AWARD, Meilleur Film Européen pour Enfants, European Children’s Film Association
  - Grand Prix du Jury Enfants, Festival du Film pour Enfants de Seattle
  - Prix "400 colpi" du Meilleur Film du Jury International, Vittorio Veneto Film Festival, Italie
  - Prix "Imago" du Jury Enfants, Vittorio Veneto Film Festival, Italie
  - "Silver Dolphin" du Meilleur Scénario, Festroia, Setubal, Portugal
  - Prix SIGNIS du Meilleur Film, Festroia, Setubal, Portugal, 2012
  - Grand Prix du Public du Meilleur Film, Ale Kino on Tour, Pologne

- 2013
  - Prix de la Meilleure Actrice pour Wynona Ringer, Children's India Children International Film Festival, Bengalore, Inde

## Accueil
« Traité avec délicatesse et sans dialogue, le sujet touche tous les âges: on a toujours peur d’être abandonné. Les enfants peuvent se retrouver dans les monologues intérieurs de Cathy. Quant aux adultes, ils réalisent qu’ils craignent toujours d’être oubliés au supermarché. Wynona Ringer joue (bien) un rôle de composition, son papa à elle la regardant avec tendresse. »

— Margot Delaunay, Première

« Le parti pris du film est original : on n'entend, en voix off, que les pensées de l'enfant, ses commentaires cocasses ou poétiques sur tout et n'importe quoi, détaillés d'une petite voix tranquille. Drôle, touchante, l'intrépide fugueuse (dans la vie, la vraie fille du réalisateur) donne une image très juste de l'enfance, en équilibre entre naïveté absolue et maturité déconcertante. »

— Cécile Mury, Télérama, 11 avril 2012.

« L'essai est donc réussi, mais à moitié seulement. Pour deux raisons. La première est qu'on ne pénètre jamais complètement dans la tête d'un enfant, tout particulièrement quand on est un adulte, et que le laisser croire, comme le fait ce film, confine soit à la supercherie, soit à la naïveté.
La seconde, qui découle de la première, est le statut réservé ici aux parents, qui ne sont jamais davantage que deux gigantesques silhouettes entraperçues, filmées de dos, réduites à quelques interjections, indifférentes à tout. Cet évincement était sans doute cohérent avec le point de vue du film, mais il en souligne également le coup de force, pour ne pas dire l'arbitraire. »

— Jacques Mandelbaum, Le Monde, 10 avril 2012.

« Film pour enfant rime trop souvent avec images de synthèse, univers loufoque ou gros spectacle en 3D. Rien de tel dans À pas de loup, récit naturaliste d’une petite fille qui s’émancipe de ses parents pour vivre une aventure de quelques jours au cœur d’une forêt. Mettant ses pas dans ceux de Cathy (Wynona Ringer), Olivier Ringer filme à hauteur d’enfant ce conte initiatique où la voix-off omniprésente de la fillette guide et éclaire le public. À pas de loup joue tout en subtilité le jeu de l’introspection, pour un voyage géographique miniature dans le grand inconnu qu’on a presque tous oublié : l’enfance. »

— Ursula Michel, Critikat, 2012.